# Province de Bergame

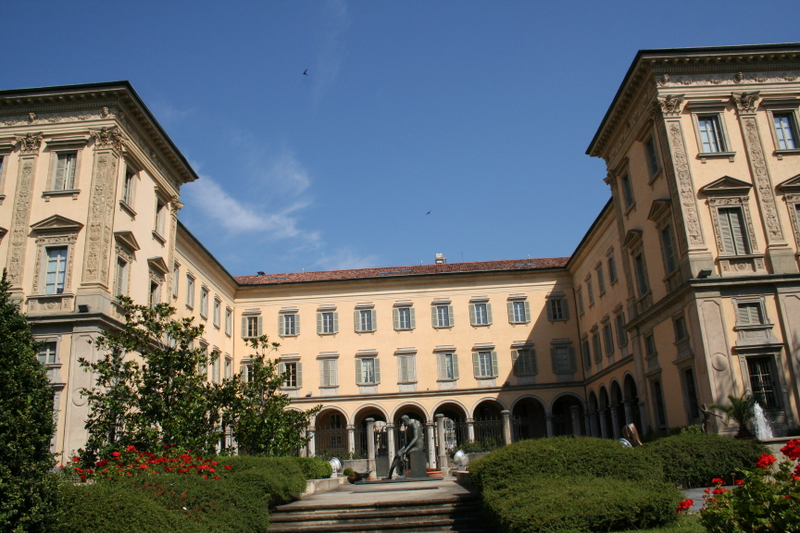
Le palais de la province à Bergame.

La province de Bergame est une province italienne de la région de Lombardie (plaine du Pô) en Italie du Nord. Son chef-lieu est Bergame.

## Géographie
La province est bordée au nord par la province de Sondrio, à l'ouest par la province de Lecco, la province de Monza et de la Brianza et la province de Milan, au sud par la province de Crémone, à l'est par la province de Brescia.
La province de Bergame est située dans la partie centre-orientale de la Lombardie. Sa limite occidentale est marquée par la ligne de partage des eaux entre le bassin de la rivière Brembo et du lac de Côme au nord et de la rivière Adda au sud. Sa limite septentrionale suit la ligne de partage des eaux principale des Alpes bergamasques. Sa limite orientale suit d'abord la ligne de partage des eaux entre le val Scalve et le val Camonica, c'est-à-dire le lac d'Iseo et le fleuve Oglio.
La province de Bergame occupe une superficie de 2 722,86 km2 avec une altitude variant de 82 à 3 050 mètres par rapport au niveau de la mer.
La partie septentrionale de la province, essentiellement montagneuse, occupe 64 % de la superficie. S'y trouvent les principales vallées bergamasques : le val Brembana (traversée par le Brembo), le val Seriana (Serio) et le val Cavallina (Cherio). Les autres vallées, plus petites, sont le val Imagna, la val Scalve (Dezzo) et le val Serina, point stratégique dans le passé entre les vallées Seriana et Brembana. À signaler pour son intérêt touristique, le val Taleggio, embranchement du val Brembana. En allant vers le sud se trouve une bande de collines avec une superficie de 12 % qui comprend le val San Martino, les collines de Bergame et la Valcalepio, zone des vins typiques bergamasques. La zone collinaire s'étend sur 70 km en largeur, de l'Adda au lac d'Iseo. La partie méridionale de la province est comprise dans la plaine du Pô d'origine alluvionnaire qui occupe une superficie de 24 %.

### Hydrographie
Le territoire de la province est entièrement compris dans le bassin hydrographique du fleuve Pô et tributaire pour moitié de ses affluents Adda et Oglio.
- Au bassin de l'Adda, appartiennent le Brembo avec ses affluents Imagna et le torrent Enna et le Serio.
- Au bassin de Oglio, appartiennent le Cherio, le Borlezza et le Dezzo (qui court dans le val Scalve).
- Les lacs principaux sont le lac d'Iseo (à la limite avec la province de Brescia) et le lac d'Endine, en val Cavallina.

### Orographie
Les sommets les plus hauts de la province sont situés dans les Alpes bergamasques (Alpes orobiques), à la bordure de la province de Sondrio. Les principaux sont le Pizzo di Coca (3 052 m), le Pizzo Redorta (3 038 m), le Pizzo del Diavolo della Malgina (2 926 m), le Pizzo del Diavolo di Tenda (2 916 m), le mont Torena (2 911 m), et le massif du Pizzo della Presolana, qui domine la commune de Castione della Presolana.
Une grande partie des Orobie est traversée par le Sentier delle Orobie.

### Aires protégées
Bergamo :
- Parc des collines de Bergame
- Réserve naturelle des forêts de Astino et de la Allegrezza

Plaine :
- Parc de l'Adda Nord
- Forêt de la Lanca
- Réserve naturelle Fontanile Brancaleone
- Parc du Bas Brembo
- Parc du Serio

Vallées :
- Monument naturel de la vallée Brunone
- Réserve régionale Valpredina
- Parc paléonthologique de Cene

Montagne :
- Parc des Alpes Bergamasques
- Réserve naturelle Forêts du Giovetto di Palline

Zone lac :
- Parc de l'Oglio Nord
- Réserve naturelle Boschetto de la Cascina Campagna
- Réserve régionale Bosco de l'Isola
- Réserve naturelle Vallée du Froid
- Parc local d'intérêt supra-communal du lac di Endine

Colline :
- Parc local d'intérêt supra-communal des Fontanili et des Boschi

Canaux :
- Le Fosso bergamasco, fossé de défense du XIIIe siècle entre l'Adda et le l'Oglio.

## Communications
- La province est traversée de l’ouest à l’est par l’autostrada A4 Milan-Brescia-Venise avec les sorties à Capriate, Dalmine, Bergamo, Seriate, Grumello-Telgate et Ponte Oglio.
- Le nœud ferroviaire principal est le chef-lieu, relié avec Lecco, Carnate-Seregno, Milan (via Carnate et via Treviglio), Cremona et Brescia. Treviglio est situé sur la ligne Milan-Vérone-Venise et est servi par des trains régionaux et inter-régionaux.
- Dans la province se trouve également l'Aéroport de Bergame-Orio al Serio, qui dessert les destinations italiennes et européennes.

### Routes
Sur le plan local, les routes qui s’éloignent du chef-lieu vers les vallées ont une structure en éventail. Bergame dispose d’un périphérique externe et axe interurbain (SS671 du Val Seriana) qui passe au sud de la cité, reliant Albano Sant'Alessandro à Presezzo. Encore plus au sud passe la route nationale Francesca, qui relie Calcinate à Canonica d'Adda et enfin, encore plus au sud, la SS11 Padana Superiore qui traverse la cité de Treviglio.
Autoroute (Autostrade) :
- Autostrade A4 (Italie, Torino - Trieste)

Routes nationales (Strada Statale) :
- Strada Statale 42 del Tonale e della Mendola : Treviglio - Bergamo - Trescore Balneario - Endine Gaiano - Lovere - Bolzano / (tratto ANAS: Bergamo - Bolzano).

Routes provinciales ou départementales (Strade Provinciali) :
Ceci est l’actuel patrimoine routier de la province, y compris les routes ex-nationales devenues régionales par le  « Décret Législatif n. 112 de 1998 »; en Lombardie, les Routes Régionales sont classées comme route provinciale (SP ex SS), non comme en d’autres régions où elles sont au contraire considérées proprement Régionales (SR).

### Trafic aérien
Il est centralisé sur l’aéroport de Orio al Serio, à 5 km de Bergame. Construit en 1939, celui-ci fut utilisé comme aéroport militaire jusqu’en 1970. Puis est passé à l’activité civile exclusivement.
À la fin des années 1990, Orio a connu une accélération notable d’activité en relation avec l’ouverture du grand aéroport de Malpensa.
À partir de 2001, grâce à la qualité des services rendus ces dernières années, l’aéroport obtint de la part de la TUV la Certification de Qualité du secteur passagers et augmente le nombre de compagnies aériennes « low cost » présentes dans l’escalade avec une considérable augmentation du trafic. La croissance de Orio al Serio de 2002 il implique même le Regional Airlines, plus orienté vers le trafic « business ».
En ce qui concerne le secteur « cargo/courier », l’aéroport est le troisième en Italie depuis plusieurs années pour le volume de marchandise transportée et est en croissance constante.
En 2003, l'aéroport di Orio al Serio a obtenu le record historique absolu de 2 844 379 passagers et 128 687 tonnes de marchandise transportée. En 2006, le nombre de passagers transportés a été supérieur à 5 millions.

### Transport lacustre
En province de Bergame, il est possible de pratiquer la navigation lacustre, en particulier sur le lac d'Iseo, qui est proche de Bergame, Brescia et des aéroports de Orio al Serio, Milan Linate et Brescia Montichiari.
Le port le plus important du lac est celui de Lovere, équipé en port commercial d’où partent les bateaux (traghetti) chargés de matériels provenant des usines sidérurgiques voisines.
Le lac comprend la plus grande île lacustre d'Europe, Montisola, entourée des îlots de Loreto et San Paolo. Il offre des possibilités diverses de visites et d’excursions aux thermes de Trescore Balneario, aux vignes renommées du Val Calepio, aux pistes de la Valle Seriana et de Scalve.
À Boario Terme (province de Brescia), il est possible aussi de visiter Arkeopark, un parc thématique dans lequel on peut découvrir les origines, les installations et les traditions des antiques Camuni.
La navigation lacustre offre des liaisons et excursions sur le lac durant les mois de juillet et août.

## Administrations

Subdivision des communes.

La province de Bergame, avec d’autres provinces lombardes, est caractérisée par un nombre très élevé de communes (244) et par conséquent par un grand fractionnement administratif. Au début des années 1990, six de ses communes sont passées à la nouvelle province de Lecco (Calolziocorte, Carenno, Erve, Monte Marenzo, Torre de' Busi, Vercurago).

## Communes
Communes principales
- Bergame - 120 694 habitants (31 décembre 2010)
- Treviglio - 29 034 habitants
- Seriate - 24 297 habitants
- Dalmine - 23 266 habitants
- Romano di Lombardia - 19 049 habitants
- Albino - 18 186 habitants

Voir aussi
- Liste des communes de la province de Bergame